# 孙寿宽
孙寿宽（1949年—），辽宁大石桥人，汉族，中华人民共和国政治人物、全国人民代表大会辽宁地区代表。
毕业于辽宁科技大学硅酸盐专业，任辽宁嘉晨集团有限公司董事长。2008年起担任全国人大代表。2013年，被选为全国人大代表。2016年因涉嫌贿选被认定当选无效。